# Sant Nasari de Roians
Sant Nasari de Roians (en francès Saint-Nazaire-en-Royans) és un municipi francès situat al departament de la Droma i a la regió d'Alvèrnia-Roine-Alps. L'any 2007 tenia 703 habitants.

## Demografia

### Població
El 2007 la població de fet de Saint-Nazaire-en-Royans era de 703 persones. Hi havia 288 famílies de les quals 112 eren unipersonals (48 homes vivint sols i 64 dones vivint soles), 68 parelles sense fills, 92 parelles amb fills i 16 famílies monoparentals amb fills.
La població ha evolucionat segons el següent gràfic:
Habitants censats

### Habitatges
El 2007 hi havia 412 habitatges, 304 eren l'habitatge principal de la família, 42 eren segones residències i 66 estaven desocupats. 271 eren cases i 140 eren apartaments. Dels 304 habitatges principals, 169 estaven ocupats pels seus propietaris, 132 estaven llogats i ocupats pels llogaters i 3 estaven cedits a títol gratuït; 7 tenien una cambra, 33 en tenien dues, 66 en tenien tres, 91 en tenien quatre i 107 en tenien cinc o més. 163 habitatges disposaven pel capbaix d'una plaça de pàrquing. A 132 habitatges hi havia un automòbil i a 127 n'hi havia dos o més.

### Piràmide de població
La piràmide de població per edats i sexe el 2009 era:
| Homes | Edats   | Dones |
| ----- | ------- | ----- |
| 0     | 95 o +  | 0     |
| 0     | 90 a 94 | 0     |
| 4     | 85 a 89 | 12    |
| 0     | 80 a 84 | 4     |
| 8     | 75 a 79 | 16    |
| 4     | 70 a 74 | 12    |
| 8     | 65 a 69 | 4     |
| 20    | 60 a 64 | 12    |
| 24    | 55 a 59 | 28    |
| 28    | 50 a 54 | 20    |
| 8     | 45 a 49 | 20    |
| 24    | 40 a 44 | 8     |
| 16    | 35 a 39 | 8     |
| 20    | 30 a 34 | 24    |
| 12    | 25 a 29 | 16    |
| 28    | 20 a 24 | 16    |
| 12    | 15 a 19 | 20    |
| 20    | 10 a 14 | 16    |
| 12    | 5 a 9   | 16    |
| 12    | 0 a 4   | 8     |

## Economia
El 2007 la població en edat de treballar era de 463 persones, 330 eren actives i 133 eren inactives. De les 330 persones actives 301 estaven ocupades (176 homes i 125 dones) i 29 estaven aturades (16 homes i 13 dones). De les 133 persones inactives 42 estaven jubilades, 40 estaven estudiant i 51 estaven classificades com a «altres inactius».

### Ingressos
El 2009 a Saint-Nazaire-en-Royans hi havia 329 unitats fiscals que integraven 762,5 persones, la mediana anual d'ingressos fiscals per persona era de 15.171 €.

### Activitats econòmiques
Dels 47 establiments que hi havia el 2007, 2 eren d'empreses extractives, 3 d'empreses alimentàries, 1 d'una empresa de fabricació de material elèctric, 7 d'empreses de fabricació d'altres productes industrials, 4 d'empreses de construcció, 7 d'empreses de comerç i reparació d'automòbils, 1 d'una empresa de transport, 7 d'empreses d'hostatgeria i restauració, 3 d'empreses immobiliàries, 2 d'empreses de serveis, 8 d'entitats de l'administració pública i 2 d'empreses classificades com a «altres activitats de serveis».
Dels 8 establiments de servei als particulars que hi havia el 2009, 1 era una oficina de correu, 1 lampisteria, 1 electricista, 1 perruqueria, 3 restaurants i 1 saló de bellesa.
Dels 5 establiments comercials que hi havia el 2009, 1 era una botiga de més de 120 m², 3 fleques i 1 una floristeria.
L'any 2000 a Saint-Nazaire-en-Royans hi havia 9 explotacions agrícoles.

## Equipaments sanitaris i escolars
L'únic equipament sanitari que hi havia el 2009 era una farmàcia.
El 2009 hi havia una escola elemental.

## Poblacions més properes
El següent diagrama mostra les poblacions més properes.